# Sediliopsis patuxentia
Sediliopsis patuxentia é uma espécie extinta de caracol marinho, um molusco gastrópode marinho da família Pseudomelatomidae, os turrídeos e seus aliados.

## Distribuição
Fósseis desta espécie foram encontrados em Estratos Miocénicos da Baía de Chesapeake , Maryland, EUA.